# Pryzmat Nicola

Bieg promieni świetlnych w pryzmacie Nicola

Pryzmat Nicola (także nikol) – rodzaj polaryzatora. Polaryzacja światła zachodzi wskutek dwójłomności oraz całkowitego wewnętrznego odbicia jednej ze składowych polaryzacyjnych światła. Nazwa pochodzi od wynalazcy, szkockiego fizyka i geologa Williama Nicola żyjącego w na przełomie XVIII i XIX wieku.
Pryzmat polaryzujący jest utworzony z romboedrycznego kryształu szpatu islandzkiego (odmiany kalcytu, CaCO3), odpowiednio oszlifowanego, przeciętego na dwie części o kątach 22°, 68° i 90° i sklejonego balsamem kanadyjskim. Oś optyczna kryształu przecina pod kątem 48° płaszczyznę pryzmatu wpuszczającą promienie. Promień światła po wejściu do kryształu rozszczepia się na dwa promienie spolaryzowane w kierunkach wzajemnie prostopadłych: zwyczajny z polaryzacją prostopadłą do rysunku, co symbolizują kropki, i nadzwyczajny z polaryzacją równoległą do rysunku – co symbolizują strzałki. Promień nadzwyczajny nie spełnia przy tym prawa Snelliusa. Oba promienie biegną w krysztale po tej samej drodze, ale z inną prędkością.
Współczynnik załamania balsamu kanadyjskiego wynosi nbk = 1,550, ma wartość pośrednią między współczynnikiem załamania dla promienia zwyczajnego no = 1,658 i dla nadzwyczajnego ne = 1,486. Balsam jest więc dla promienia zwyczajnego optycznie rzadszy, a dla nadzwyczajnego gęstszy. Kąt przecięcia pryzmatu jest tak dobrany, aby kąt padania na powierzchnię balsamu był dla promienia zwyczajnego większy od kąta granicznego całkowitego wewnętrznego odbicia, a dla promienia nadzwyczajnego  mniejszy od kąta granicznego. W efekcie promień zwyczajny odbija się od balsamu i wychodzi przez ściankę boczną, natomiast promień nadzwyczajny przechodzi przez balsam i dalej przez cały pryzmat.
Zaletą pryzmatu Nicola jest uzyskiwanie fali całkowicie spolaryzowanej, bez zmiany kierunku jej biegu. Współcześnie nie jest już praktycznie stosowany, gdyż zastąpiony został przez lepsze pryzmaty Glana-Thompsona, Glana-Foucaulta, Rochona i Wollastona.